# 武蔵富士敏
武蔵富士 敏（むさしふじ さとし  1972年7月6日 - 2020年10月10日）は、栃木県佐野市出身で武蔵川部屋所属の元大相撲幕下力士。本名は湯澤 敏（ゆざわ さとし）。現役時代の体格は身長183cm、体重156kg。得意手は突き、押し。最高位は、幕下7枚目（1996年9月場所）。現役時代は弓取式をはじめ相撲甚句などを担当し、人望があり人気があった。血液型はB型、趣味はテレビゲーム。

## 略歴
- 1988年3月場所 赤見中学校を卒業し武蔵川部屋から初土俵、二番出世、なお入門前は野球をやっていた。
- 1989年9月場所 序ノ口優勝
- 1991年5月場所 三段目優勝同点
- 1991年7月場所 新幕下
- 1999年9月場所 序二段優勝
- 2002年5月場所 - 2003年11月場所 結びの一番の後の弓取式を努める。
- 2006年3月場所 現役引退

## 生涯戦績
- 通算成績：382勝353敗21休（109場所）

## 各段優勝
- 序二段優勝：1回（1999年9月場所）
- 序ノ口優勝：1回（1989年9月場所）

## 改名歴
- 湯澤（ゆざわ）昭和63年（1988年）3月場所 - 昭和63年（1988年）7月場所
- 武蔵富士（むさしふじ）昭和63（1988年）9月場所 - 平成18年（2006年）3月場所（引退）